# Codex Einsidlensis 710
Der Codex Einsidlensis 710 enthält mehrere Texte mystischen Inhalts, darunter die Schriften von Heinrich Seuse. Die heute im Kloster Einsiedeln aufbewahrte Handschrift datiert vom Ende des 15. Jahrhunderts und wurde vermutlich in Konstanz von einem einzelnen Schreiber im alemannischen Dialekt der Region geschrieben. Besonders auffallend sind die teilweise eine gesamte Seite einnehmenden Buchmalereien, mit denen die Texte von Seuse illustriert wurden.

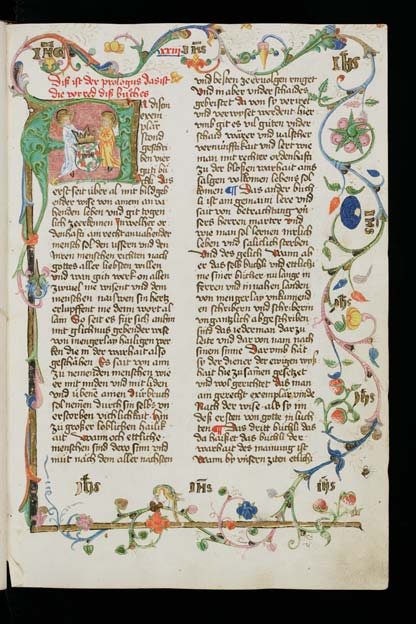
Initiale, verziert mit Miniaturengel und Blumenranken, F. 23r

## Beschreibung des Codex
Der Codex ist auf Papier geschrieben und umfasst 476 Seiten im Format von 300 × 205 mm. Die einzelnen Papierbögen sind jeweils mit Wasserzeichen in Form eines Ochsenkopfes versehen. Der Schreiber gebrauchte eine gotische Kursive und verwendete dabei braune und schwarze Tinte; alle Seiten wurden gleichmässig mit zwei Spalten zu je 36 Zeilen beschrieben. Die Überschriften sind in roter Tinte gehalten; die Anfangsbuchstaben der einzelnen Abschnitte wurden durch rote und blaue Farbgebung speziell hervorgehoben. Der Einband ist nicht mehr original; er besteht aus Leder, überzogen mit marmoriertem Papier, und stammt aus dem 19. Jahrhundert.

## Inhalt

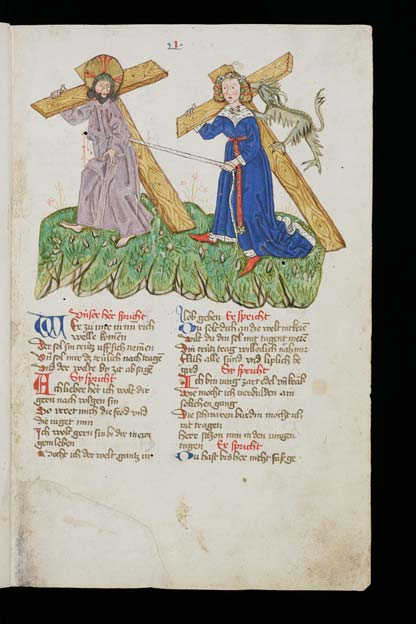
Christus zieht die minnende Seele mit sich, F. 1r

Die Handschrift gliedert sich in drei Teile, die sich allesamt mit der christlichen Mystik befassen. Den Anfang macht das Gedicht Christus und die minnende Seele, welches nicht von Seuse stammt. Der Hauptteil des Codex besteht aus den vier Büchern von Seuse, welche dieser selbst zusammen mit einem kurzen Prolog zu einem zusammenhängenden Werk, dem sogenannten Exemplar, überarbeitet hat. Das erste Buch, seine Vita, beschreibt, wie er erst durch strenge Selbstkasteiung und Askese, danach in einer Abkehr von diesen radikalen Praktiken durch Gelassenheit und Nächstenliebe zur Gotteserfahrung gelangte und sich dem Wirken des Göttlichen öffnete. Die beiden folgenden Bücher, das Büchlein der ewigen Weisheit und das Büchlein der Wahrheit, führen seine mystische Lehre weiter aus und verteidigen die Ansichten Meister Eckharts, der im Verdacht stand, ein Häretiker zu sein und dessen Schüler Seuse war. Am Ende steht das Briefbüchlein, eine Auswahl belehrender Briefe Seuses an seine Schüler. Die letzten hundert Seiten der Handschrift bilden den dritten Teil; sie beinhalten vierzehn kurze Traktate asketisch-mystischen Inhalts von grösstenteils unbekannten Autoren, welche als Ergänzung zu dem Exemplar Seuses gedacht waren. Angesprochen werden in diesen Texten etwa die ewige Weisheit, die sieben Todsünden, die Geduld, die Demut und die göttliche Liebe.

## Buchschmuck
Die drei Teile des Manuskripts sind in unterschiedlichem Masse ausgeschmückt worden. Das Gedicht Christus und die minnende Seele ist mit 22 Miniaturen illustriert, welche ausgewählte Szenen aus dem Gedicht wiedergeben. Demgegenüber bietet der letzte Abschnitt des Codex, mit den verschiedenen kurzen Texten, ausser einigen Initialen keine besonderen Verzierungen. Eine aussergewöhnliche Ausschmückung, die sie vom Rest der Handschrift abhebt, haben allerdings die Schriften Seuses und dabei speziell seine Vita erhalten. Die Malereien nehmen bisweilen eine ganze Seite ein und tragen auf sehr wirksame und durch die Eindringlichkeit des dargestellten Ereignisses auch packende Weise zur Einprägung des Textinhalts bei. Zusätzlich finden sich eine Anzahl prächtig verzierter Initialen. Die in die Buchstaben eingearbeiteten Blumenranken und Miniaturen sind teilweise in Gold und Silber ausgeführt.

## Geschichte des Codex
Weder der Schreiber noch der Illustrator ist bekannt; zu Beginn des Codex ist allerdings das Familienwappen des Konstanzer Patriziers Heinrich Ehinger (1438–1479) und dessen Frau Margaretha von Kappel (um 1440–1491) dargestellt. Margaretha von Kappel kann als Auftraggeberin angesehen werden, denn in Einsiedeln existieren noch zwei weitere Manuskripte mit demselben Wappen, die Codices 283 und 752, wo sie als die Ehefrau des seligen Heinrich Ehinger genannt wird; diese Codices sind somit erst nach dessen Tod entstanden. Mit grosser Wahrscheinlichkeit ist daher auch der Ursprung der Handschrift 710 in die Jahre zwischen 1480 und 1490 zu legen. Der Codex gelangte danach wohl als Geschenk der Familie Ehinger in das Dominikanerinnenkloster St. Peter an der Fahr in Konstanz und schliesslich in die Benediktinerabtei Rheinau. Im Zuge der Aufhebung dieses Klosters im Jahre 1862 kam die Handschrift mit anderen Teilen der dortigen Klosterbibliothek nach Einsiedeln.

## Galerie

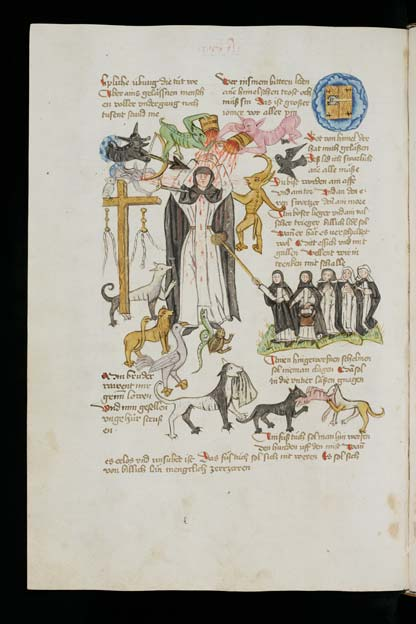
Die Versuchung des Gottesfreundes in der Vita von Seuse, F. 77v
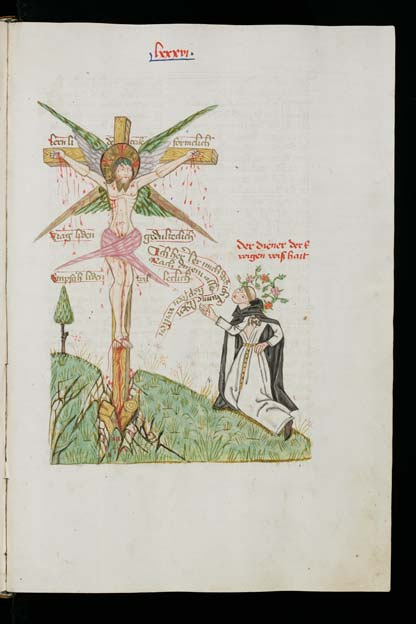
Seuse vor dem gekreuzigten Jesus, F. 86r
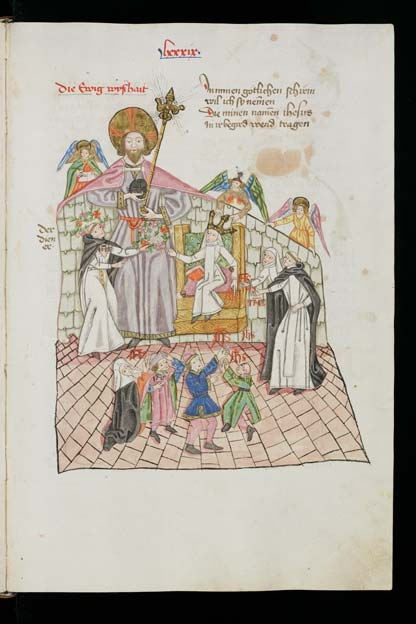
Gott schliesst alle in seine Liebe mit ein, F. 89r
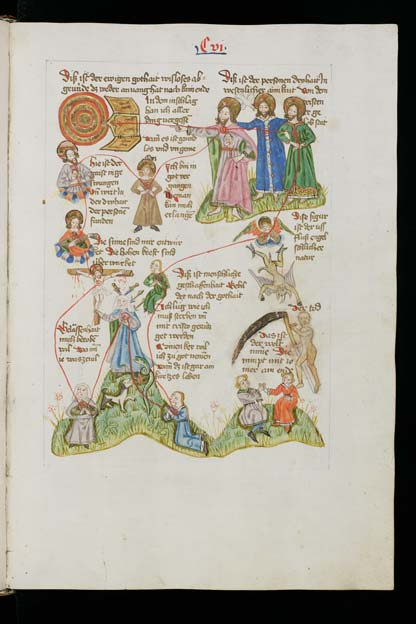
Der Weg zur Vereinigung mit der Dreifaltigkeit, F. 106r